# Yakovlev Yak-30 (1960)
Bài này nói về một máy bay huấn luyện trong thập kỷ 1960. Có một bài nói về máy bay đánh chặn trong thập niên 1940, xem Yakovlev Yak-30 (1948).
Yakovlev Yak-30 (tên hiệu NATO: Magnum) là một máy bay huấn luyện phản lực quân sự, được thiết kế cho một cuộc cạnh tranh cung cấp máy bay huấn luyện đa mục đích cho các nước trong Khối Warszawa.

## Thiết kế và phát triển
Mẫu thử nghiệm Yak-30 bay vào năm 1960. Vào 12 tháng 9 1961, Yak-30 đã lập một kỷ lục vận tốc khi đạt tốc độ 773.308 km/h trong 15/25 km của đường bay. 25 tháng 9 1961, Yak-30 lại lập một kỷ lục bay cao khi đạt đến độ cao là 16.128 m do phi công Smirnov điều khiển.
Dù Yak-30 được thiết kế để nhằm mục đích cung cấp máy huấn luyện cho quân đội, nhưng Liên Xô đã quyết định chọn mua loại phản lực huấn luyện L-29 do Séc sản xuất.
Một số trang bị đặc biệt của Yak-30 đã được sử dụng để hướng dẫn cho máy bay không người lái Yak-25RV-II bay trên độ cao lớn, khi nó tham gia vào các bài tập bắn đạn thật của các trung đoàn tiêm kích đánh chặn

## Phiên bản Yak-32
Máy bay huấn luyện Yak-30 còn được phát triển thành máy bay nhào lộn một chỗ. Vào 22 tháng 2 1961, Yak-32 đã lập một kỷ lục độ cao là 14.283m. Vào năm 1965, nó lại lập một kỷ lục vận tốc là 775 km/h trong 15/25 km của đường bay và kỷ lục độ cao là 16.128m. Chỉ có 3 chiếc đã được chế tạo.

## Quốc gia sử dụng
- Liên Xô
  - Không quân Xô viết

## Thông số kỹ thuật (Yak-30)

### Đặc điểm riêng
- Phi đoàn: 2
- Chiều dài: 10.1 m (33 ft)
- Sải cánh: 9.4 m (31 ft)
- Chiều cao: 3.4 m (11.1 ft)
- Diện tích : 14.3 m² (153.7 ft²)
- Trọng lượng rỗng: 1.554 kg (3.426 lb)
- Trọng lượng cất cánh: 2.240 kg (4.938 lb)
- Trọng lượng cất cánh tối đa: 2.545 kg (5.611 lb)
- Động cơ: 1× Tumansky RU19-300, 1.070 kgp (2.363 lb; 900kgf)

### Hiệu suất bay
- Vận tốc cực đại: 624 km/h (337 mph)
- Tầm bay: 950 km (590 miles)
- Trần bay: 13.100 m (42.900 ft)
- Vận tốc lên cao: 18 m/s (3.541 ft/min)
- Lực nâng của cánh: 154 kg/m² (31.6 lb/ft²)
- Lực đẩy/trọng lượng: 0.36

## Nội dung liên quan

### Máy bay có cùng sự phát triển
- Yakovlev Yak-32

### Máy bay có tính năng tương đương
- Aero L-29 Delfin
- PZL TS-11 Iskra